# Езиков свят
„Езиков свят“ (Orbis linguarum) е българско филологическо научно списание, създадено през 2001 г. и издавано от Филологическия факултет на ЮЗУ „Неофит Рилски“.
„Езиков свят“ публикува материали, посветени на езикознанието, методиката на преподаването на език и литература, съпоставителните изследвания, езика на медиите, лингвокултурологията и литературоведските изследвания. На страниците му получават отзвук научни събития, публикуват се отзиви и рецензии.
На страниците на „Езиков свят“ публикуват преподаватели и изследователи не само от Югозападния университет, но и техни колеги от различни университети в България и чужбина. Текстовете, публикувани в изданието, могат да са написани на някой от славянските езици или на английски, френски и немски език.
Периодичност – 3 книжки годишно.
Списанието е включено в CEEOL (Централно- и Източноевропейска онлайн библиотека), Ulrich's Periodicals Directory (Справочник на периодичните издания Ulrich), DOAJ, ERIH PLUS, Scopus и др.